# 贵东水
贵东水，位于中华人民共和国广东省北部，是滃江右岸支流，发源于连平县西北部的葫芦洞，向西南流经连平县陂头镇贵东村（原贵东镇）、翁源县龙仙镇贵联村（原贵联镇）、黄竹坪、高陂、南浦等村，于翁源县城东北的水口村新何屋以北汇入滃江。河长49千米，河道比降5.86‰，流域面积463平方千米。年均径流量4.167亿立方米。